# Diacétate d'iodobenzène
Le diacétate d'iodobenzène, (diacétoxyiodo)benzène, diacetate de phényliode ou encore PIDA (de l'anglais PhenylIodine DiAceteate), est un periodinane, un composé organique hypervalent de l'iode(III) (iodinane λ3).

## Synthèse
Il est possible de le préparer par oxydation de l'iodobenzène par l'acide peracétique et l'acide acétique :
C6H5I + CH3COOOH + CH3COOH → C6H5I(OCOCH3)2 + H2O,

## Utilisation
Le diacétate d'iodobenzène est un réactif chimique polyvalent, utilisé principalement comme oxydant. Il peut, par exemple, être utilisé pour oxyder des alcools ou dans l'aziridination d'alcènes avec des sulfamates, catalysée par du rhodium. De fait, ce réactif est utile pour la synthèse d'une grande variété de composés hétérocycliques.
Le diacétate d'iodobenzène est également utilisé dans la synthèse d'acétals à 5 ou 6 chaînons à partir de β-hydroxyéthers et γ-hydroxyéthers via une voie photochimique.

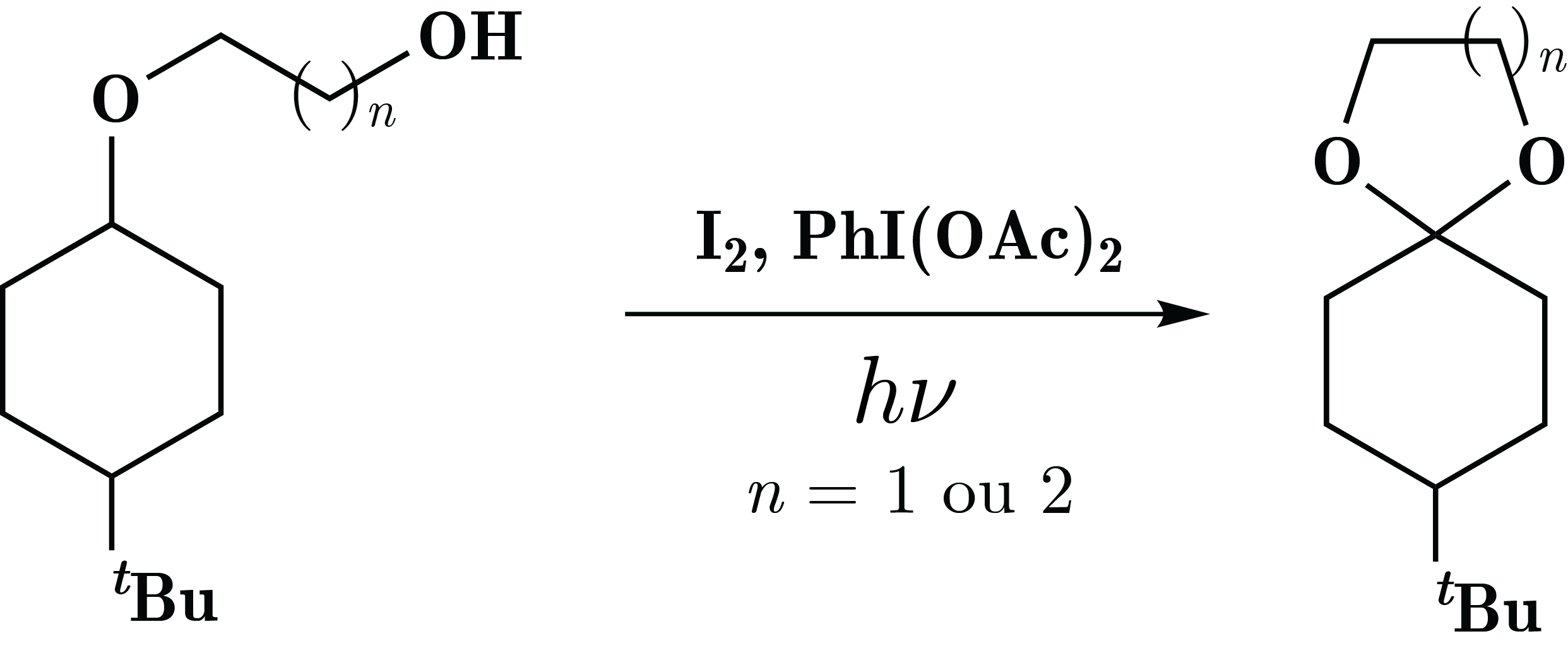

Cette réaction photochimique a été utilisée de nombreuses fois dans le but de synthétiser des produits naturels.
Il est aussi utilisé pour cliver les glycols et les α-hydroxycétones dans des réactions d'ouverture de cycle et la réaction de Mannich.
Il peut également être hydrolysé en iodoxybenzène (iodylbenzène) C6H5O2I , ou encore en iodosobenzène en présence d'hydroxyde de sodium.